# Historický vývoj češtiny
Čeština se jako samostatný jazyk vyvinula na sklonku 1. tisíciletí n. l. z praslovanštiny.

## Jednotlivá období
Pračeština
| pračeština výslovnost | pračeština výslovnost | Labiála | Labiála | Alveolára | Alveolára | Postalveolára | Palatála | Velára |
| pračeština výslovnost | pračeština výslovnost | tvrdé   | měkké   | tvrdé     | měkké     | měkké         | měkké    | tvrdé  |
| --------------------- | --------------------- | ------- | ------- | --------- | --------- | ------------- | -------- | ------ |
| Nazála                | Nazála                | m       | mʲ      | n         | nʲ        |               | ɲ        |        |
| Ploziva               | Neznělé               | p       | pʲ      | t         | tʲ        |               |          | k      |
| Ploziva               | Znělé                 | b       | bʲ      | d         | dʲ        |               |          | g      |
| Afrikáta              | Neznělé               |         |         |           | t͡sʲ       | t͡ʃ            |          |        |
| Afrikáta              | Znělé                 |         |         |           | (d͡zʲ)     | (d͡ʒ)          |          |        |
| Frikativa             | Neznělé               | (f)     | (fʲ)    | s         | sʲ        | ʃ             |          | x      |
| Frikativa             | Znělé                 | ʋ       | ʋʲ      | z         | zʲ        | ʒ             |          |        |
| Approximanta          | Approximanta          |         |         | ɫ, l      | lʲ        |               | j        |        |
| Vibranta              | Vibranta              |         |         | r         | rʲ        |               |          |        |

|          | Přední | Střední | Zadní |
| -------- | ------ | ------- | ----- |
| Uzavřené | i iː   | ɨ ɨː    | u uː  |
| Středové | e eː   |         | o oː  |
| Otevřené | æ æː   |         | a aː  |

| Dvojhlásky |
| ---------- |
| i̯u i̯uː     |
| i̯e i̯eː     |
| i̯a i̯aː     |

Nejstarší vývojové stadium češtiny jako samostatného jazyka (konec 10. století – asi polovina 12. století). Jazykovědcům je známa pouze její rekonstruovaná podoba. Z tohoto období neexistují písemné doklady. Funkci spisovného jazyka tehdy zastávala latina a v menší míře také staroslověnština.
Nejranější změny praslovanštiny byly společné všem západoslovanským nářečím, byla to především palatalizace veláry ch na š (vьšь všechen), kdežto ve východoslovanských a jihoslovanských (které ještě tvořily jednotnou skupinu) vzniklo s (vьsь).
V 10. století došlo, podobně jako v řadě dalších slovanských jazyků, k zániku a vokalizaci jerů podle tzv. Havlíkova jerového pravidla (liché jery zanikly a sudé silné se vokalizovaly (bráno od konce slova)) (bъzъ > bez, bъza > bza, později bezu), ke kontrakci skupin vokál + j + vokál (dobriji > dobr’í, dobroje > dobré) a denazalizace nosovek ę [ẽ] na ä a ǫ [õ] na u. Zánik lichých jerů vedl završení fonologizace protikladu palatalizovanosti (změkčenosti) a nepalatalizovanosti konsonantů, ke střídání vkladného e a ∅. Posílil se i protiklad kvantity (délky) u vokálů. Právě vytvoření korelačních párů dlouhý a krátký vokál vedlo k zániku jerů, protože jery k sobě dlouhé protiklady neměly, vyslovujíce se jako redukované u [ŭ] a i [ĭ].
Pračeština měla tedy na počátku 7 krátkých a 7 dlouhých samohlásek, které se dají rozdělit na přední (ä, e, i), střední (y), zadní (a, o, u). Každá samohláska mohla stát jak po tvrdé (tj. zadnější podoba: a, ä, e, o, u), tak po měkké souhlásce (tj. přednější podoba: ʼa, ʼä, ʼe, ʼo, ʼu), výjimku tvořilo měkké „i“, které stálo vždy po měkkých souhláskách, a tvrdé „y“, které stálo vždy po tvrdých. Samohláska „o“ se po měkkých souhláskách vyskytovala rovněž zřídka, neboť již v psl. se
ʼo změnilo v e. Všechny vokály mohly být dlouhé i krátké. Dále existovaly tři krátké a tři dlouhé dvojhlásky: /i̯u/, /i̯uː/, /i̯e/ (přepis. ě), /i̯eː/ (přepis. ie), /i̯a/ a /i̯aː/. Všechny tyto dvojhlásky stály pouze po měkkých souhláskách. Samohláska přepisovaná jako ä se pravděpodobně vyslovovala jako anglické [æ] a y jako polské [ɨ].
Některé souhlásky měly, stejně jako samohlásky, své tvrdé (b, p, v, m, n, d, t, r, l, z, s) a měkké podoby (bʼ, pʼ, vʼ, mʼ, nʼ, dʼ, tʼ, rʼ, lʼ, zʼ, sʼ). Dále existovaly souhlásky tvrdé (g, ch, k) a měkké (ž, š, č, cʼ, j, ň). Toto rozdělení mělo zásadní vliv na další vývoj. Souhláska f v pračeštině ještě nebyla, souhláska v se vyslovovala obouretně, asi jako anglické „w“, a namísto dnešního h se v pračeštině nacházelo g.
Později došlo k depalatalizaci konsonantů před e a ä (patʼero > patero; svʼätý > svätý). Tím se snížila frekvence výskytu palatalizovaných konsonantů, ale zároveň byl protiklad palatalizovanosti posílen. Před koncem 12. století ještě nastala změna ä/ʼa > a/ě. Na konci slov došlo vždy k přeměně na ě (sä > sě; duša > dušě; slyšä > slyšě), uprostřed záleželo na tom, zdali je následující samohláska (popř. souhláska) měkká či tvrdá (päta > pata; päť > pěť; pǟtý > pátý; slyšal > slyšal; slyšali > slyšěli).
Jediné dvojhlásky /i̯e/ a její dlouhá podoba /i̯eː/ se zcela zachovaly z pračeštiny do staré češtiny. Dvojhlásky /i̯a/ a /i̯aː/ se přehlasovaly na /i̯e/ a /i̯eː/ (boži̯á > boži̯é) a dvojhlásky /i̯u/ a /i̯uː/ se přeměnily na /u/ a /uː/, ovšem souhlásky před nimi zůstaly měkké (znameňi̯ú > znameňú).
Ve jmenné deklinaci (skloňování) dochází ke střetávání tradičního rozdělení podle zakončení kmene a principu rodového (rozdělení na maskulina, feminina a neutra), který získával na významu. Existovalo trojí mluvnické číslo: kromě singuláru a plurálu ještě duál (dvojné číslo).
V konjugaci sloves se uplatňuje duál. Minulé děje se vyjadřují aoristem, imperfektem a perfektem, předminulé plusquamperfektem (antepréteritem). Futurum (budoucí čas) ještě není ustáleno, používá se často přítomný čas. Vidový protiklad dokonavosti a nedokonavosti dosud není plně vytvořen, přežívají slovesa obouvidová a bezvidová.

### Stará čeština

#### Raná stará čeština
|              |              | Labiála | Labiála | Alveolára | Alveolára | Postalveolára | Palatála | Velára |
| tvrdé        | měkké        | tvrdé   | měkké   | měkké     | měkké     | tvrdé         |          |        |
| ------------ | ------------ | ------- | ------- | --------- | --------- | ------------- | -------- | ------ |
| Nazála       | Nazála       | m       | mʲ      | n         |           |               | ɲ        |        |
| Ploziva      | Neznělé      | p       | pʲ      | t         |           |               | c        | k      |
| Ploziva      | Znělé        | b       | bʲ      | d         |           |               | ɟ        |        |
| Afrikáta     | Afrikáta     |         |         |           | t͡s        | t͡ʃ            |          |        |
| Frikativa    | Neznělé      | f       | fʲ      | s         | sʲ        | ʃ             |          | x      |
| Frikativa    | Znělé        | ʋ       | ʋʲ      | z         | zʲ        | ʒ             |          | ɣ      |
| Approximanta | Approximanta |         |         | ɫ         | l/ʎ       |               | j        |        |
| Vibranta     | Vibranta     |         |         | r         | r̝         |               |          |        |

|          | Přední | Střední | Zadní |
| -------- | ------ | ------- | ----- |
| Uzavřené | i iː   | ɨ ɨː    | u uː  |
| Středové | e eː   |         | o oː  |
| Otevřené |        | a aː    |       |

| Dvojhlásky |
| ---------- |
| i̯e i̯eː     |

Období od poloviny 12. století do konce 13. století. Z tohoto období pocházejí první české písemné památky – bohemika (česká jména v cizojazyčném textu), glosy (české překlady slov a frází vepsané do cizojazyčného textu) a přípisky (záznamy v češtině, které se neváží k cizojazyčnému textu). V židovských spisech se dochovaly rovněž hebrejským písmem psané glosy v češtině, která je zde nazývána lešon Kenaan.
Nejstarší známé samostatné české věty byly připsány k zakládací listině litoměřické kapituly na počátku 13. století:
- Pauel dal geſt ploſcoucih zemu
- Wlah dalgeſt dolaſ zemu bogu iſuiatemu ſcepanu ſeduema duſnicoma bogucea aſedlatu

(v přepise: Pavel dal jest Ploškovcích zem’u. Vlach dal jest Dolás zem’u bogu i sv’atému Ščepánu se dvěma dušníkoma Bogučeja a Sedlatu.)
Texty byly psány tzv. primitivním pravopisem, který používal písmena latinské abecedy bez jakékoliv úpravy i pro zápis hlásek, které byly latině cizí. Např. písmeno c označovalo k, c i č. Vznikala nejednoznačnost, která byla závažná zejména u vlastních jmen. Později se během 13. století začíná, i když zatím nesoustavně, objevovat pravopis spřežkový, kdy se k zachycení českých hlásek používají kombinace písmen (spřežek), např. rs pro ř.
Dochází k rozsáhlým změnám v hláskosloví. Jsou odstraněny přední a zadní varianty vokálů. Dochází již k dokončení přehlásek ä/ʼa > a/ě (v’a̋ce > viece, p’äkný > pěkný), jak bylo zmíněno u pračeštiny. Samohláska a po měkké souhlásce na konci slova (typu duša) je ojedinělá, ačkoliv se později ve východních nářečích, zčásti vlivem tvrdého vzoru žena, znovu objevuje. V morfologii se tato změna projevila prohloubením rozdílu mezi měkkými a tvrdými typy jmen (sedláka × oráčě, město × moře, žena × dušě) i u sloves (dělati × sázěti, děláš × sázieš). Tvrdé slabikotvorné l se změnilo na lu (Chlmec > Chlumec, dĺgý > dlúhý) na rozdíl od měkkého l’. Od 12. století dochází k přeměně g na ɣ, později na h.
Později dochází k asibilaci, tj. přidávání sykavkového šumu k palatalizovaným alveolárám t’, d’ a r’, přičemž c’ a dz’ později opět zaniklo. Asibilace se však důsledně projevila trvalou změnou r’ > ř.
Morfologie se v tomto období příliš neliší od pračeské.

#### Čeština 14. století
Ve 14. století začíná čeština pronikat do různých literárních žánrů, na konci století již existují i úřední listiny psané česky. V písmu se uplatňuje spřežkový pravopis. Zpočátku se jedná o tzv. starší spřežkový pravopis: ch = ch, chz = č, cz = c, g = j, rs, rʃ, rz = ř, s, ʃ = ž, ʃʃ = š, w = v, v = u, zz = s, z = z, ie, ye = ě, grafémy i a y jsou zaměnitelné. Délka vokálů se zpravidla neoznačuje, zřídka se vyjadřuje zdvojením. Závazný předpis neexistoval, proto nebyl tento systém aplikován vždy přesně.
Od 40. let se uplatnil tzv. mladší spřežkový pravopis: ch = ch, cz = c i č, g = j, rs, rʃ, rz = ř, s, ʃ = s i š, ʃʃ = s i š, w = v, v = u, z = z i ž, y na konci slabiky = j, ie, ye = ě. Grafémy i a y jsou i nadále zaměnitelné. Sporadicky se začíná používat interpunkční znaménko v různých podobách. Jeho funkcí je vyznačení pauzy.
Po měkkých souhláskách nastala změna ’u > i (kl’úč > klíč) a ’o > ě (tato přehláska do spisovného jazyka nepronikla zcela: mořóm > mořiem > mořím, ale mužóm > mužuom > mužům). Završila se tzv. hlavní historická depalatalizace, započatá ve 13. století. Palatalizované (změkčené) konsonaty buď splynuly se svými tvrdými protějšky, nebo se staly palatálními (ď, ť, ň). Depalatalizace se zatím ještě netýkala měkkého a tvrdého l, které splynuly v jediné střední l až na přelomu 14. a 15. století. V souvislosti s tím došlo k zániku dvojhlásky /i̯e/ (ě), takzvaného jať. Krátké ě se buď změnilo v e, nebo se před labiálami ve výslovnosti rozložilo na j + e (pěna [pjena]). Dlouhé ě /i̯eː/ (ie) se změnilo na í (chtieti > chtíti, čiešě > číše, piesek > písek). Současně s tím se dlouhé ó změnilo na diftong uo (sól > suol).
Ve výslovnosti se začala prosazovat regresivní spodoba znělosti (s výjimkou h, ř a v), znělost se po zániku palatalizace stala hlavním korelačním rysem u konsonantů. Konsonant v se původně zřejmě vyslovoval bilabiálně (jak se zachovalo na konci slabiky ve východočeských nářečích: diwnej, stowka), ve 14. století se artikulace přizpůsobila neznělému labiodentálnímu f. V Čechách vzniklo tzv. protetické v- na začátku slov začínajících o-.
V morfologii se stabilizovaly tvary futura nedokonavých sloves, z různých forem typu chcu volati, jmám volati, budu volati a budu volal se nakonec prosadil typ budu volati. Ustálil se vidový protiklad dokonavosti a nedokonavosti. Uplatňuje se perfektivizační funkce prefixů (předpon) a imperfektivizační funkce sufixů (přípon). V důsledku toho se koncem století v mluvené řeči přestávají používat aorist a imperfektum a jsou postupně nahrazovány perfektem (dnes označováno jako préteritum). Začíná se konstituovat opisné pasivum.

#### Čeština doby husitské
|              |           | Labiála | Alveolára | Postalveolára | Palatála | Velára | Glotála |
| ------------ | --------- | ------- | --------- | ------------- | -------- | ------ | ------- |
| Nazála       | Nazála    | m       | n         |               | ɲ        |        |         |
| Ploziva      | Neznělé   | p       | t         |               | c        | k      |         |
| Ploziva      | Znělé     | b       | d         |               | ɟ        |        |         |
| Afrikáta     | Afrikáta  |         | t͡s        | t͡ʃ            |          |        |         |
| Frikativa    | Neznělé   | f       | s         | ʃ             |          | x      |         |
| Frikativa    | Znělé     | v       | z         | ʒ             |          |        | ɦ       |
| Approximanta | Prosté    |         |           |               | j        |        |         |
| Approximanta | Laterální |         | ɫ         |               | l/ʎ      |        |         |
| Vibranta     | Prosté    |         | r         |               |          |        |         |
| Vibranta     | Třené     |         | r̝         |               |          |        |         |

|          | Přední | Střední | Zadní |
| -------- | ------ | ------- | ----- |
| Uzavřené | i iː   | ɨ ɨː    | u uː  |
| Středové | e eː   |         | o oː  |
| Otevřené |        | a aː    |       |

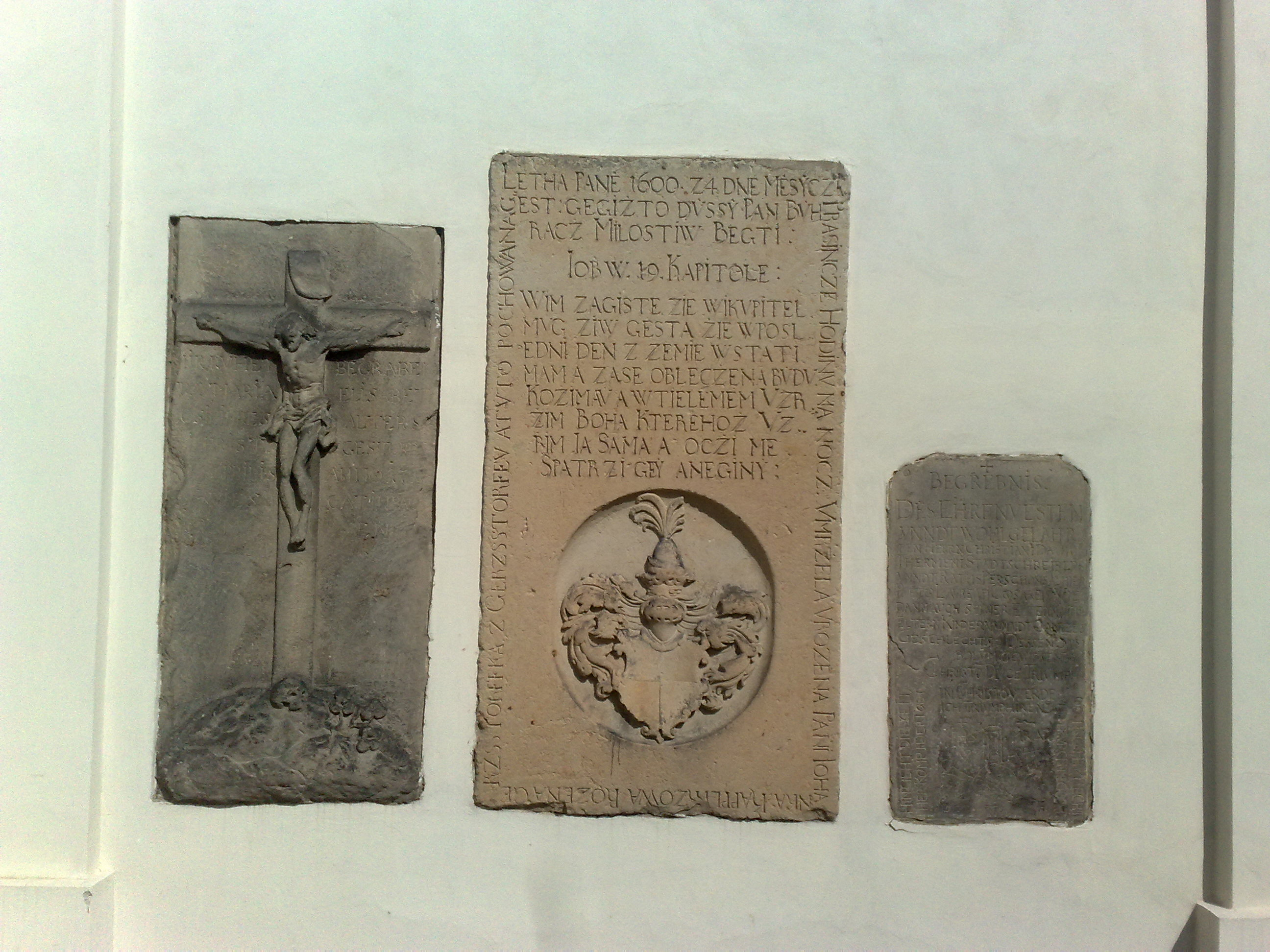
Desky z roku 1600 na Teplickém kostele.

Období 15. století od počátku kazatelské činnosti Jana Husa do doby nástupu českého humanismu. Rozšiřuje se počet uživatelů spisovného českého jazyka, zejména těch, kteří uměli číst. Čeština již plně pronikla i do administrativní oblasti.
Na začátku století se ve spise De orthographia Bohemica, jehož autorství se připisuje Janu Husovi, objevuje návrh na změnu pravopisu – tzv. diakritický pravopis.
Abeceda vypadala takto: a, b, c, č, d, ď, e, f, g [j], h, i, y, k, l, ŀ [ł], m, n, ň, o, p, r, ř, ſ [s], ſ̌ [š], t, ť, u, v, w, x, z, ž, ch. Pro záznam měkkých konsonantů jsou spřežky nahrazeny písmeny s háčkem. Délka vokálů se označuje čárkou. Pro tvrdé l se používá l s tečkou nad písmenem, znak vypadal jako İ (velké i s tečkou). Zachovávají se spřežka ch a grafém w. Zaměnitelnost grafémů i a y je zrušena. Návrh je dílem jedince, proto se tento grafický systém ujímal jen pozvolna a užíval se souběžně s pravopisem spřežkovým. S rozvojem řečnického umění se stále více užívá interpunkční znaménko.
Ve výslovnosti postupně splynulo y a i. V Čechách se tato změna projevila diftongizací ý > ej (viz Obecná čeština). Dochází k diftongizaci ú > ou (psáno au, pravděpodobně se diftong vyslovoval odlišně než dnes). Postupně se též monoftongizovalo ie > í (miera > míra). Monoftongizovalo se uo > ú. Diftong uo se někdy zapisoval jako o ve formě kroužku nad písmenem u, z čehož vznikl grafém ů (kuoň > kůň), po změně výslovnosti se kroužek začal považovat za diakritické znaménko označující délku.
Protiklad životnosti u maskulin zatím není při skloňování zcela vyhraněn, neužívá se zatím u zvířat (vidím pána × vidím pes). Do konce století i v psaném projevu zanikly aorist a imperfektum a byly plně nahrazeny préteritem.

### Střední čeština

#### Čeština humanistická

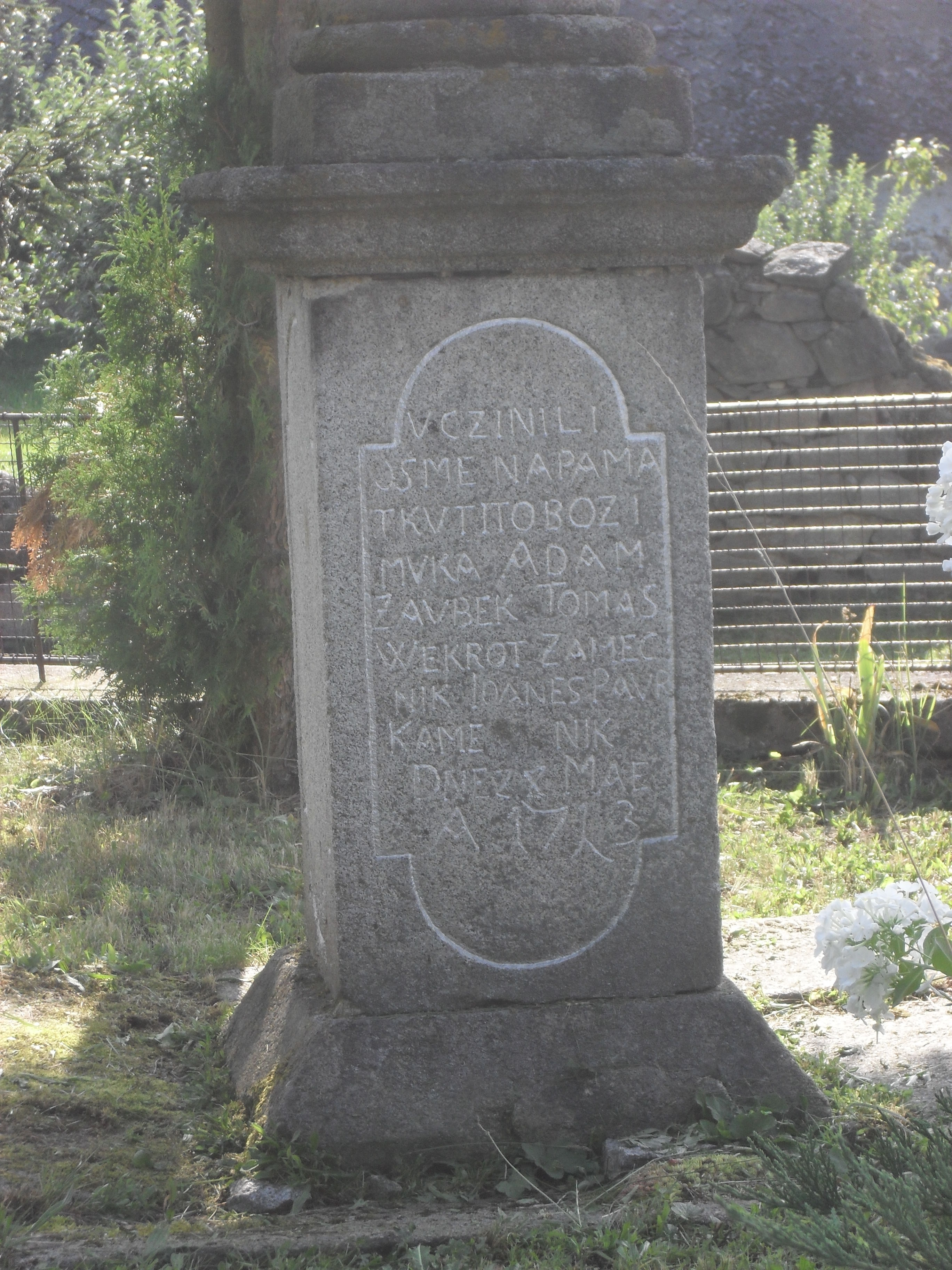
Nápis z roku 1713, informující o obětech moru.

Období vyspělého spisovného jazyka v 16. a na počátku 17. století (většina na českém území vzniklých písemných památek je však stále psána latinsky). Pravopis v psaném projevu stále není jednotný, jde převážně o různé podoby spřežkového pravopisu. Po vynálezu knihtisku se v tištěných dílech však ustálil jednotný tzv. bratrský pravopis (tradičně nazývaný podle listů vydávaných Jednotou bratrskou, ovšem nastíněn byl v Grammatyce české, jejíž autoři vyznávali utrakvismus), který byl převážně diakritický se zachováním několika spřežek. Původní tečka nad měkkými konsonanty se změnila v háček, kterého se užívalo u č, ď, ň, ř, ť, ž. Písmeno š se psalo většinou jen na konci slova, uprostřed se psalo spřežkou ʃʃ. Grafém ě se začal používat dnešním způsobem. Délka vokálů se označovala čárkou, kromě ů vzniklého z původního ó. Dlouhé í se z technických důvodů nejprve zdvojovalo (ii), později se zapisovalo ij, nakonec j. Vyslovované [j] se zapisovalo jako g nebo y, pro zápis [g] se někdy používal grafém ǧ (např. slovo „její“ se tak bratrským pravopisem zapisovalo jako gegj). Uchovalo se psaní dvojitého w, jednoduché v označovalo u na začátku slova. Diftong [ou] se zapisoval au („louka“ jako lauka apod., dnešní zápis „ou“ jako ou byl zaveden až ve 40. letech 19. století). Po c, s, z se vždy psalo y (cyzý). Komplikovaná syntax, ovlivněná latinskými texty, si vyžádala zdokonalení interpunkce. Čárka se však používala podle pauz ve výslovnosti, nikoliv podle syntaxe. Začala se používat i tečka, dvojtečka, otazník a vykřičník. Pro potřeby tiskařů vycházejí první gramatiky.[zdroj?]
Ve výslovnosti se dokončila diftongizace ý > ej, která však v grafice pronikla do psaných textů jen v omezené míře. Byla dokončena i diftongizace ú > ou (v grafice však i nadále zůstalo au), na začátku slova však pronikla jen v nižším a odborném stylu (ouřad(a), ouvoz). Psané mě [mje] se začalo vyslovovat [mňe]. Nastala změna tautosylabického (stejnoslabičného) aj > ej (daj > dej, vajce > vejce), heterosylabického aj se nedotkla (dají, vajec).
Poznámka: Tyto změny se, stejně jako mnohé jiné, týkají českých nářečí v užším slova smyslu, moravských nářečí se spíše netýkají: pouze změna aj > ej (> é) byla provedena i ve středomoravských nářečích; u distribuce mňe/mje je situace složitější.
V morfologii bylo dovršeno rozlišení životných a neživotných maskulin (vidím psa × vidím strom).
Standardem spisovného jazyka pro další období se stal nový překlad Bible, známý jako Bible kralická – její jazyk, tzv. bibličtina (zastarale bibličina), se později stal nejen vzorem pro jazykovou reformu národního obrození a potažmo tak i na současnou spisovnou češtinu, ale hrál roli i v dějinách vývoje spisovné slovenštiny.

#### Čeština barokní
Období od poloviny 17. století do druhé třetiny 18. století bylo poznamenáno konfiskacemi a vynucenou emigrací české nekatolické inteligence po bitvě na Bílé hoře. Od konce 17. století docházelo k omezení fungování spisovného jazyka, který nejdříve ustoupil z oblasti vědy, postupně i z větší části náročné literatury a nakonec i z oblasti administrativní (v úředním styku byla od vydání Obnoveného zřízení zemského čeština rovnoprávná s němčinou, předtím byla jediným jednacím jazykem zemského sněmu). Pobělohorská literatura je typická svou žánrovou omezeností, ačkoliv v jejím rámci vznikala pozoruhodná díla jak v zahraničí v okruhu české emigrace, tak na domácí půdě především v jezuitském prostředí. Jedním z vrcholů rozvoje vysokého stylu je tvorba J. A. Komenského. Jistý literární úpadek nebyl v této době zapříčiněn snahou o potlačení češtiny (ostatně ani němčina nebyla u císařského dvora ve Vídni preferována), ale spíše celkovou změnou kulturního prostředí v poměrech Obnoveného zřízení zemského. Ostatně ani jazykově německé literatury v českých zemích nevycházelo o mnoho více a ani její úroveň nebyla vyšší. České knihy byly vydávány povětšinou jezuity, kteří měli zároveň v rukou cenzuru vydávaných děl. Jejich původním úkolem byla rekatolizace českého obyvatelstva, ale v průběhu barokní doby vytvořili hlavní českou kulturonosnou vrstvu, z jejíchž řad pocházeli tvůrci literatury náboženské (duchovní poezie, duchovní písně, homiletika) a historické. Z jejich řad také pocházelo mnoho buditelských osobností v závěru 18. století.
Změny hláskosloví a tvarosloví spisovné češtiny byly víceméně završeny již v předchozím období. Dokončuje se však vývoj obecné češtiny, započatý v předešlé době. I ve spisovném jazyce je zřejmá velká rozkolísanost v délce samohlásek. Další změny probíhaly především v lidovém jazyce. Na venkově v důsledku značné izolovanosti docházelo k velké diferenciaci nářečí, zejména moravských a slezských, která se vyvíjela odchylně od obecné češtiny. Ve městech, kde docházelo k intenzivnějšímu styku s němčinou, pronikaly do češtiny četné germanismy.
Tištěné texty používají pravopis předchozího období, pouze se přestává graficky rozlišovat dvojí l. Objevuje se středník jako interpunkční znaménko ke zpřehlednění přebujelých souvětí. V psaném textu se i nadále používají spřežky s nesoustavně uplatňovanými diakritickými prvky.
Objevují se ve větším počtu a soustavněji obrany českého jazyka. Za první se – i když nepříliš oprávněně, jak ukazuje např. bohemista Alexandr Stich a jak materiálově doložil v roce 1945 Albert Pražák – považuje latinsky psaná Obrana jazyka slovanského, obzvlášť českého (Dissertatio apologenetica pro lingua Slavonica, praecipue Bohemica) od Bohuslava Balbína (1672–1673). Obsáhlou oficiální obranou v pravém slova smyslu je tzv. jazykový zákon z r. 1615. Okřik na nedbalého Čecha učiněný (1618) Pavla Stránského ze Zap má mnoho společných rysů s Balbínovou rozpravou.

### Čeština obrozenecká
Období od 80. let 18. století do 40. let 19. století. Snahy císaře Josefa II. o zavedení němčiny jako jednotného státního jazyka (motivované čistě praktickými důvody) se ukázaly jako nereálné. Jeho Patent o zrušení nevolnictví z roku 1781 umožnil pohyb venkovského obyvatelstva do měst. To usnadnilo realizaci myšlenek národních buditelů na obnovu českého jazyka. Lidový jazyk a literární žánry předchozího období však byly osvícenecké inteligenci cizí. Pro novou kodifikaci spisovné češtiny se východiskem stal literární jazyk konce 16. století a díla Komenského. Z různých pokusů o kodifikaci byla nakonec všeobecně přijímána gramatika Josefa Dobrovského, která vyšla roku 1809, ve druhém vydání 1819. Dobrovský tak zavedl tzv. analogickou opravu, která odstranila psaní „y“ po s, z, a c podle vzorů medvědí a sedím a vidím. V té době se objevují také puristické snahy o očištění češtiny od skutečných či domnělých germanismů. K obnově české slovní zásoby však přispělo zejména vydání pětidílného Slovníku česko-německého (1830–1839) Josefa Jungmanna. Díky nadšení českých vědců bylo vytvořeno i odborné české názvosloví. Dalším důležitým mezníkem je rok 1843, kdy Šafařík zavádí tzv. opravu skladnou.
Pravopis se postupně zbavoval přežitků bratrského pravopisu, začalo se psát si, zi i sy, zy dle etymologie a jednotně ci. Zavedení antikvy místo fraktury v tisku vedlo k odstranění spřežky ʃʃ a nahrazení písmenem š. Dlouhé í se začalo psát místo j, a j nahradilo g (gegj > její) – toto bylo odstraněno právě opravou skladnou. Od roku 1849 bylo dvojité w nahrazeno jednoduchým v a místo tradičního au se začalo psát ou – nebylo to uznáno zároveň s přeměnou j a í, protože „ou“ podle Dobrovského odráží pouze obraz českých, nikoliv už však moravských nářečí. Pravopis se tak přiblížil dnešní podobě. Podle německého vzoru interpunkce postupně opouští pauzový princip a respektuje syntaxi vět.
Umělecká literatura v této době ve snaze po vyšším stylu se dle dobových standardů často uchyluje k archaismům a nerespektuje příliš přirozený vývoj mluveného jazyka.

### Čeština moderní

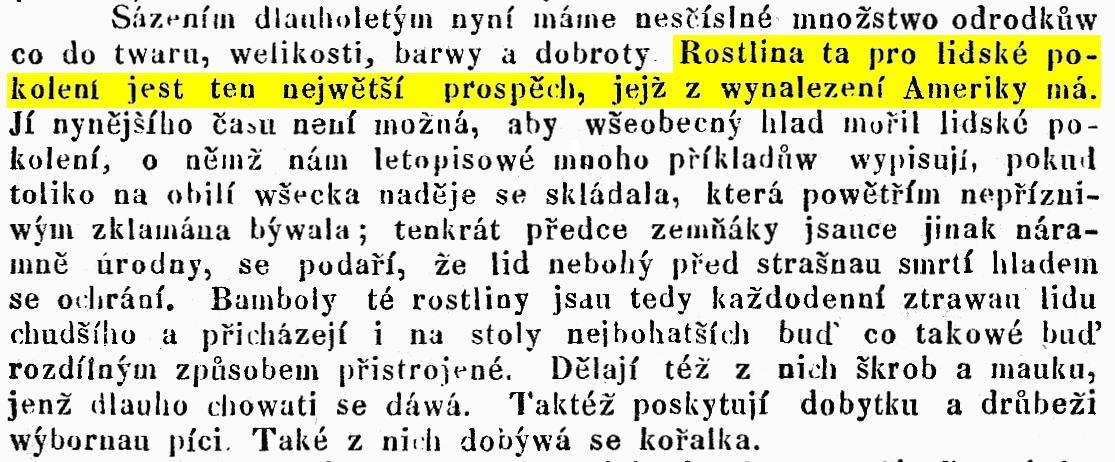
Ukázka z knihy Všeobecný rostlinopis. Díl 2 vydané roku 1846

Od 40. let 19. století již nebyla spisovná čeština záležitostí úzké vrstvy inteligence. Rozvíjí se publicistika a umělecká tvorba se snaží přiblížit zejména v syntaxi živému jazyku. V roce 1902 vydal Jan Gebauer první Pravidla českého pravopisu, která obsahovala přehled morfologie. Tato pravidla ještě upřednostňovala v případě dublet starší tvary. Během 20. století však do spisovného jazyka postupně pronikaly prvky mluveného jazyka, zejména obecné češtiny. Postupně byl počešťován i pravopis cizích slov s přihlédnutím k fonetické stránce, zejména psaní z místo s a vyznačování délek vokálů (gymnasium > gymnázium). Společenské změny po 2. světové válce (1945) vedly k postupnému stírání (nivelizaci) rozdílů mezi nářečími, vlivem médií se od 2. poloviny 20. století šíří prvky obecné češtiny i do oblastí, které jimi byly do té doby nezasaženy.